# アメリカン航空11便テロ事件
アメリカン航空11便テロ事件（アメリカンこうくう11びんテロじけん、American Airlines Flight 11）とは、2001年9月11日に発生したアメリカ同時多発テロで実行された一連のハイジャックの1つであり、アメリカン航空11便がニューヨークのワールドトレードセンターのノースタワー（1号棟）に突入した事件である。
被害に遭った旅客機は、アメリカン航空のボーイング767-223ER（機体記号N334AA）で、事件当時はアメリカン航空11便として運航されていた。同便は、ボストンのローガン国際空港からロサンゼルス国際空港へ向かうアメリカ国内線の定期旅客便であった。
離陸後15分を経過したころ、アルカイーダの5人のテロリストによって同機は乗っ取られた。ハイジャック犯は少なくとも3人を死傷させながらコックピットを制圧し、飛行機の操縦免許を持っていたハイジャック犯の1人が操縦した。そして針路を変えてニューヨークのマンハッタンに向かい、8時46分、ワールドトレードセンターのノースタワー（1号棟）の94階から98階付近に激突した。
機体はタワー内に完全に突入し、大規模な火災が発生した。衝突の衝撃と火災により建物の構造上の強度が低下し、突入から102分後にタワーが崩壊した。これにより、事故機の乗員乗客92人全員が死亡しただけでなく、ワールドトレードセンターにいた多数の人々が巻き込まれて死亡した。

## テロリスト
- モハメド・アタ（国籍：エジプト） - 操縦担当
- アブドゥルアズィーズ・アル＝オマリー（国籍：サウジアラビア）
- ワイル・アル＝シェフリ（国籍：サウジアラビア）
- ワリード・アル＝シェフリ（国籍：サウジアラビア）
- サタム・アル＝スカミ（国籍：サウジアラビア）

ワイル・アル＝シェフリとワリード・アル＝シェフリは兄弟である（ワイルが兄、ワリードが弟）。

## 事件の経過

### 事件当日のAA11便

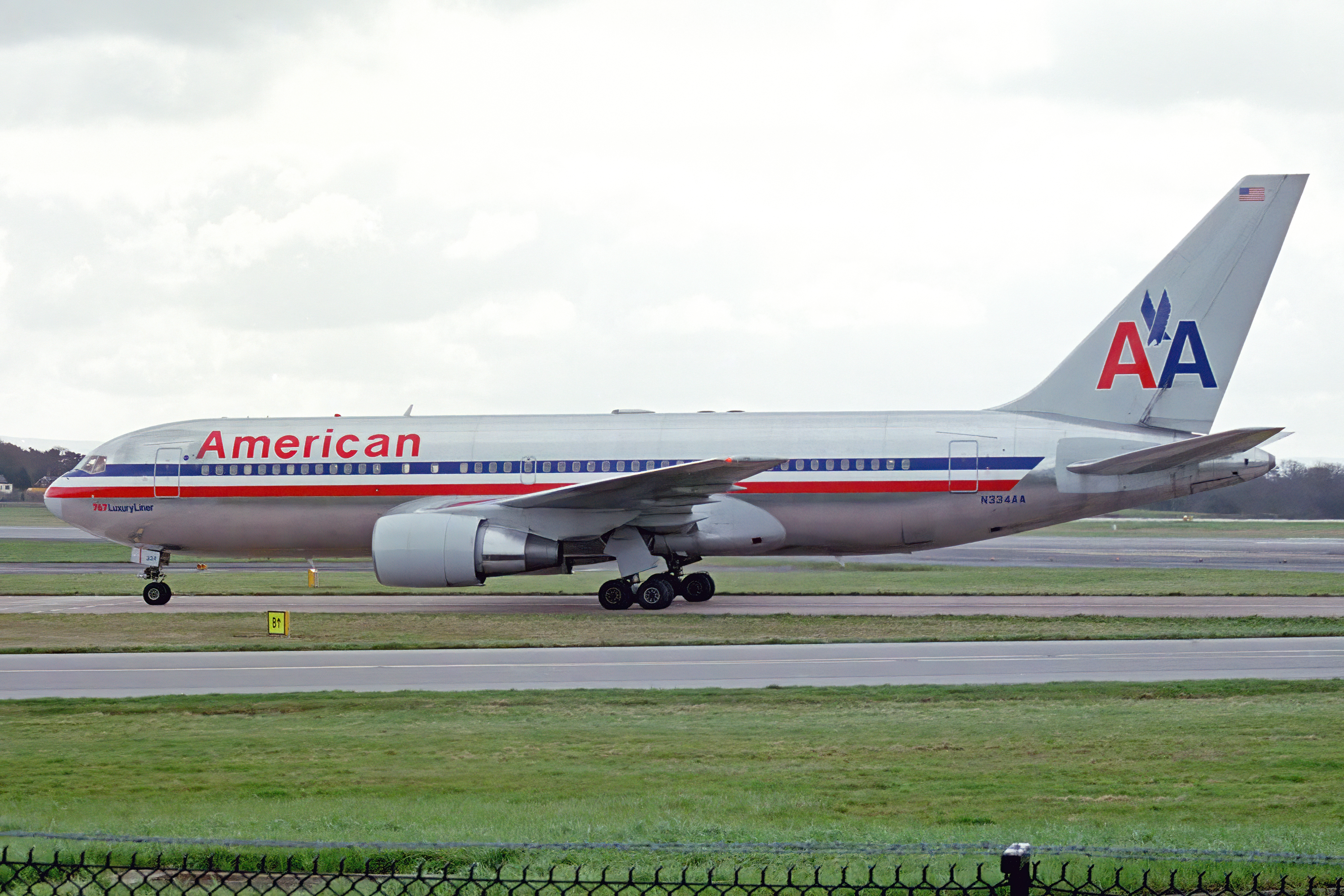
事件当日にAA11便として飛行したボーイング767型機（機体記号N334AA）。2001年4月8日 マンチェスター空港において撮影。

アメリカン航空11便（以下、AA11便と表記）は、アメリカ合衆国の国内定期旅客便で、マサチューセッツ州ボストンのジェネラル・エドワード・ローレンス・ローガン国際空港からカリフォルニア州ロサンゼルスのロサンゼルス国際空港へ向かうアメリカ大陸横断路線であった。機材はボーイング767-223ERで、機体記号は「N334AA」、1987年に初飛行した機体であった。
当該機はファーストクラス・ビジネスクラス・コーチクラスの3クラス制で定員は158人であった。この日は2人の運航乗務員と9人の客室乗務員、そしてハイジャッカー5人を含め81人の乗客が搭乗していた。過去3か月間において火曜日のAA11便の平均搭乗率は39パーセントであったのに対し、この日の搭乗率は約51パーセントであり普段よりも乗客は多かった。AA11便の機長はジョン・オゴノウスキ（50歳）、副操縦士はトム・マクグィネス（40歳）であった。

### 出発まで

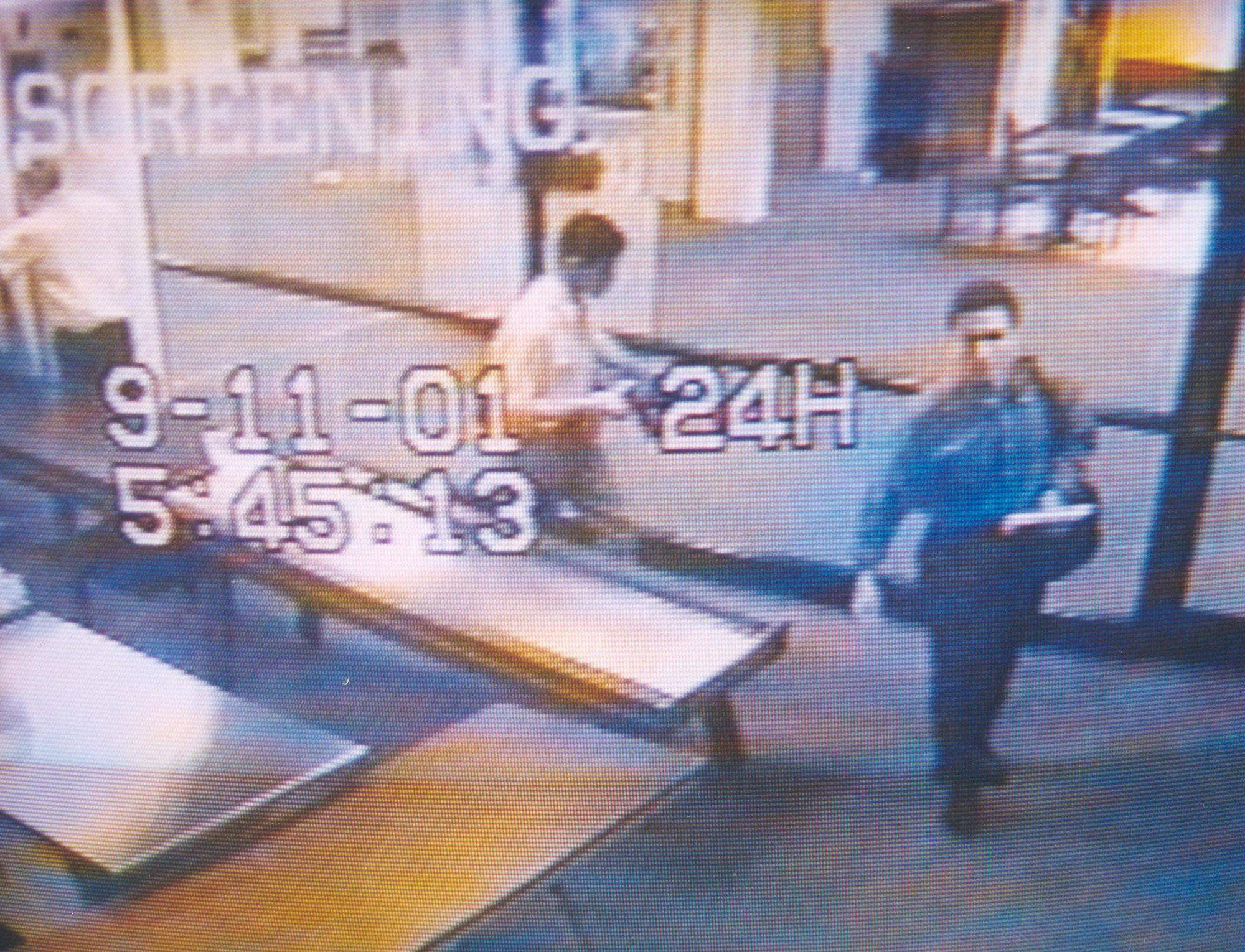
9月11日の朝、ポートランド国際ジェットポートの保安検査場で防犯カメラが捉えたアタ（青いシャツ）とオマリー。

攻撃の首謀者であるモハメド・アタと、犯行メンバーの1人であるアブドゥルアズィーズ・アル＝オマリーは、2001年9月11日の午前5時40分（東部夏時間 (EDT)、以下同じ）、メイン州ポートランドのポートランド国際ジェットポートに到着した。2人は、ボストン経由ロサンゼルス行きの航空券を所持しており、ポートランドからボストンまではコルガン・エア5930便、そこからAA11便に乗り継ぐ予定だった。彼らはポートランドでAA11便の航空券も受け取ろうとしたが、係員に拒否された。アタは激しく怒り抗議したが、ボストンでチェックインするよう係員から求められたため、まずボストン行きの5930便に搭乗した。この時、アタは手荷物を2点預け、オマリーは荷物を預けなかった。搭乗手続きの際にコンピュータ支援型旅客事前スクリーニングシステム (CAPPS) がアタの手荷物を追加検査するよう指示したものの、特に問題は見つからず彼らはそのまま搭乗した。
5930便はポートランドを定刻の6時に離陸し、6時45分にボストンのローガン空港に到着した。残り3人のハイジャッカーワリード・アル＝シェフリ、ワイル・アル＝シェフリ、サタム・アル＝スカミも6時45分にローガン空港に到着し、乗ってきたレンタカーを空港駐車場に駐めた。この頃、同時多発テロの犯行メンバーの一人でユナイテッド航空175便 (以下、UA175便と表記) の乗っ取りを担当していたマルワン・アル＝シェヒも同じローガン空港にいた。アル＝シェヒはアタと携帯電話で連絡をとったことが分かっており、計画の決行の可否を話し合った可能性が示唆されている。UA175便は、AA11に続いてワールドトレードセンターに突入することになる。
アタとオマリーは、ボストンでAA11便の搭乗手続きを行った上で保安検査を受けた。ボストンでの慌ただしい搭乗手続きの際、航空会社の係員はアタの手荷物をAA11便に載せなかった。スカミ、ワイル・アルシェフリ、ワリード・アルシェフリの3人もボストンで搭乗手続きを行った。スカミとワイル・アルシェフリは1個ずつ手荷物を預け、ワリード・アルシェフリは荷物を預けなかった。CAPPSは3人の荷物を詳細に検査するよう指示した。CAPPSのスクリーニング対象はあくまで手荷物であり、3人のハイジャッカーは保安検査場において追加の検査を受けることはなかった。
AA11便の出発予定時刻は7時45分で、7時40分までに5人のハイジャッカー全員は搭乗していた。アタ、オマリー、スカミの座席はビジネスクラスで座席番号はそれぞれ8D、8G、10Bだった。ワイル・アルシェフリとワリード・アルシェフリの2人はファーストクラスで座席はそれぞれ2Bと2Aだった。定刻より1分遅れの7時46分、AA11便はゲートB32からプッシュバックする許可を得た。

### ハイジャック
7時59分、ローガン国際空港の滑走路4RにてAA11便は離陸滑走を開始した。順調に離陸したAA11便は、航空交通路管制センター (ATC) の指示に従い右旋回して機首を西へ向けた。8時11分、機体は1分あたり約1,900フィート（約580メートル）の上昇率で、指示された高度29,000フィート（8,800メートル）へ向かった。
事件後にアメリカ政府が設置した同時多発テロに関する調査委員会（以下、9/11委員会）は、ハイジャックが始まったのは8時14分頃と推定している。8時13分29秒、マサチューセッツ州中央部を高度26,000フィート（7,900メートル）で飛行していたAA11便に対し、ボストン航空路交通管制センター (Air Route Traffic Control Center; ARTCC) は右方向へ20度旋回するよう指示し、同便から正常に応答があった。8時13分47秒、管制センターは巡航高度35,000フィート（11,000メートル）へ上昇するようAA11便に伝えたものの乗員の応答がなかった。通常の飛行であれば、おおむねこの頃にシートベルト着用のサインが消灯され、客室乗務員がサービスの準備を始めるタイミングだった。レーダーによると、8時16分頃に高度29,000フィート（8,800メートル）で機体は水平飛行に移った。
8時19分、客室乗務員はアメリカン航空にハイジャックの第一報を入れた。この報告を含め、客室乗務員のエイミー・スウィーニと ベティ・オングがアメリカン航空と交信しており、ハイジャック進行中の機内の状況を報告している。彼女らによると、ファーストクラスに搭乗していたワリード・アルシェフリとワイル・アルシェフリがまず行動を起こし、客室乗務員2名が刺された。
9/11委員会の報告書によると、ハイジャッカーがどのようにしてコックピットに侵入したかは分かっていない。当時の連邦航空局 (Federal Aviation Administration; FAA) の規定では飛行中のコックピットは施錠することになっていた。したがって、ハイジャッカーはコックピットに侵入する目的で客室乗務員を刺し、それによりコックピットの鍵を奪ったか、客室乗務員にドアを開けさせたか、コックピットからパイロットを誘い出したと同報告書では推測している。そのタイミングで、ハイジャッカーの中で唯一飛行機の操縦免許を取得していたアタと、恐らくオマリーもコックピットに入った。
その際、座席番号9Bに座っていた乗客のダニエル・ルインが刺殺された。ルインの座席はアタとオマリーの斜め後ろにあたる9Bで、その真後ろの10B席はスカミの席だった。ルインは、アメリカ生まれで10代後半をイスラエルで過ごしアラビア語を解した。彼は、IT企業のアカマイ・テクノロジーズの創業者の1人であり、イスラエル国防軍の特殊部隊であるサイェレット・マトカルで士官を務めた経験があった。9/11委員会の報告書によると、ルインは後ろにいたスカミに気づかずに前の2人のハイジャック行為を止めようとした可能性があり、刺したのは恐らくスカミだとされている。そして、ルインはこの日起こった同時多発テロ事件の最初の犠牲者と考えられている。
客室乗務員のオングは、アメリカン航空の運航センターと4分間通話し、コックピットに連絡がつかず立ち入ることもできないこと、そして乗客が負傷したことを報告した。彼女はハイジャッカーの座席番号も伝えており、これは後に調査において犯人特定に役立った。
管制センターは何度もAA11便を呼び出したが同機が応答することはなく、8時21分、位置や飛行高度などを知らせるAA11からのトランスポンダ信号が途絶えた。8時23分には、アメリカン航空の運航統制室がAA11便のコックピットと連絡を取ろうとしたが成功しなかった。
8時24分、アタは乗客向けに放送を行おうとした。しかし、彼は操作を誤り地上（管制センター）との回線を開いてしまい、それに気づかずこう言った：

我々はいくつかの飛行機を保持している。静かにしていれば大丈夫だ。我々は空港に引き返しつつある。

受信した管制官は何のことか理解できなかったが、数秒後にアタは以下のように続けた：

誰も動くな。何もかも大丈夫だ。もし動こうとするなら、自分だけでなくこの飛行機も危険に晒すことになる。静かにしていろ。

管制センターはAA11便がハイジャックされたと理解した。
8時25分から32分までの間にボストン管制センターは、連邦航空局の手順に従ってハイジャックの報告を開始した。8時28分には、当時バージニア州ハーンドンにあった航空交通管理システム指令センター (Air Traffic Control System Command Center) にAA11がハイジャックされた可能性を管制センターから報告している。
この間、AA11便は高度30,400フィート（約10,400メートル）付近へ上昇し、8時26分頃に左旋回して南へ変針した。8時30分頃には南南西に針路を調整し、高度29,000フィート（8,800メートル）で飛行した。

### スクランブル
8時33分59秒、ボストン管制センターはAA11便から3度目のアナウンスを受信した：

誰も動かないように。我々は空港に引き返しつつある。愚かな動きをしないように。

8時37分08秒、付近を飛行中のUA175便にAA11便を探すよう管制官が依頼した。UA175便はこの時点ではまだハイジャックされておらず、AA11便を視認したパイロットはその位置と方向を返答した。この直後、AA11便は1分間に約3,200フィート（約975メートル）という平均降下率で降下を開始した。そして南に変針してニューヨークに向かった。
8時37分52秒、ボストン管制センターは北アメリカ航空宇宙防衛司令部 (NORAD) の下部組織である北東防空セクター (NEADS) に直接連絡を取りAA11便がハイジャックされたことを通告した。AA11便のハイジャックに関して軍に届いた第一報だった。北東防空セクターは、マサチューセッツ州ファルマスにあるオーティス空軍基地にF-15戦闘機2機のスクランブルを指示した。同時にハイジャックの知らせは、北東防空セクターからNORADの司令部へと順々に伝達された。8時46分、オーティス空軍基地の戦闘機2機に発進許可が下りた。この時、北東防空セクターは問題に直面していた。トランスポンダが切られたAA11を見失い、2機のF-15に行き先を指示できなかったのである。北東防空セクターでは、レーダーで必死にAA11便を探した。8時50分を過ぎた頃、AA11便がワールドトレードセンターに衝突したとの情報が同セクターに届いた。8時53分、離陸したF-15は空中待機に入っていた。

### 突入
8時46分40秒、AA11便はニューヨークのワールドトレードセンターのノースタワー（1号棟）に突入した。

ワールドトレードセンターに突入したAA11便とUA175便、そして飛散した主な破片の概略図。

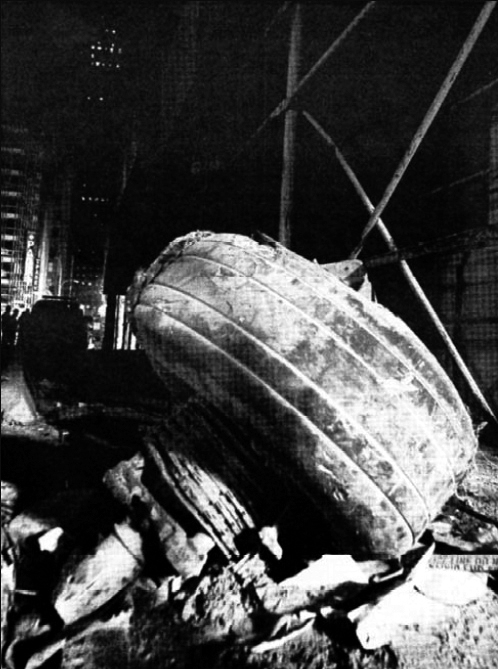
タワーを貫通して落下したAA11便の主脚のタイヤ。

AA11便はタワーの北面から、94階から98階のあたりに衝突した。衝突時の速度は時速466マイル（時速約750キロメートル）と推定される。衝突部分を中心に外壁や床などが破壊され、機体の全てはタワーに飲み込まれた。さらに機体の破片の一部は、タワーを貫通して反対側に飛散した。これらによって、タワーを支える構造材の一部が破壊された。AA11便は、衝突時におよそ10,000ガロン（約38,000リットル）のジェット燃料を搭載していた。機体全体がタワー内に入った直後、飛散・気化した燃料に引火して巨大な火球が発生した。火球による圧力波はエレベーターシャフト（昇降路）内を通り、少なくともコンコース階と23階のシャフトの壁が破壊された。衝突部に飛散したジェット燃料は最初の数分で燃え尽きたと考えられているが、建物内の設備や機体残骸などの可燃物に引火して火災が広がった。
マンハッタンを低空飛行するAA11便は多くの人々に目撃された。ニューヨーク市消防局の副署長を務めていたウィリアム・ウォルシュは次のように証言している。

飛行機は降下しているように見えるが、機体には特に問題がなさそう–––私たちはそのような印象を受けました。アメリカン航空の飛行機がマンハッタンのダウンタウンでなぜそんなに低空を飛んでいるのか、私たちには分かりませんでした。機が針路を変えて、ハドソン川に向かうことを私たちはどこか期待していました。しかし、まさにその時、飛行機はわずかに上昇して水平飛行に移り、そしてトレードセンターにまっすぐ向かいました。トレードセンターに突入する直前、機は推力を増したように見えました。私たちは、その飛行機がワールドトレードセンターに命中するのをただ見ているだけでした。不意に爆発音が轟きました。機はトレードセンターの中に消えました。

9/11委員会の報告書によると、衝突の瞬間に数百人が死亡した。ノースタワーでは衝突部より上層階からの脱出経路が全て破壊されてしまった。92階から上の階段の吹き抜けとエレベーターが通れなくなり、1,344人が閉じ込められた。
閉じ込められた人たちは火災の熱と煙により、そしてその後のタワーの崩壊に巻き込まれ命を失った。激しい高温や煙に逃げ場をなくし、タワーから飛び降りて亡くなった人が200人にものぼった。
AA11便の激突後、消防や警察の動きは早かった。8時48分には、ニューヨーク市消防局が26部隊を出動させた。8時49分から50分にかけて、上空からの情報収拾のためのニューヨーク市警察が航空隊を出動させたほか、緊急対応部隊を派遣した。
フランスの映像作家ノーデ兄弟が、衝突の瞬間を映像に収めている。ノーデ兄弟は地元消防士のドキュメンタリーを制作しており、当時はガス漏れの通報を受けた消防士に同行し、ワールドトレードセンターより北に1.2kmほど離れたチャーチ・ストリートとリスペナード・ストリートの交差点で撮影中であった。他にチェコ系移民のパヴェル・フラヴァ（Pavel Hlava）が車で移動中、ワールドトレードセンターから南東約3.5km、ブルックリン-バッテリートンネルのブルックリン側入口付近から撮影した映像が残っており、結果的にこれら2本のみが、AA11便のノースタワーへの衝突の瞬間を捉えた映像記録となっている（現存する衝突の映像の殆どは、UA175便のそれを捉えたものである）。また、ドイツ出身の芸術家、ヴォルフガング・シュテーレが設置していたWebカメラがノースタワーに衝突する瞬間を捉えている。このカメラは、インターネットアートのイベントの一環として、ブルックリンからロウアー・マンハッタンを4秒おきに撮影していたものだった。
8時48分、CNNがワールドトレードセンターの災害の第一報を流した。事件直後は報道機関も混乱に陥り、しばしばアドリブによる対応が見られた。CNNで最初に本事件を報じたニュースキャスターのキャロル・リンは、次のように切り出した。

ええ、これは、ご覧の映像は今入ってきました。言うまでもなく、とても衝撃的なライブ映像です。これは、ワールドトレードセンターです。そして、今朝私たちは、ワールドトレードセンターのタワーの1つに飛行機が衝突したという未確認情報を入手しました。
CNNセンターはたった今、この出来事について取材を開始したところです。もちろん情報源に問い合わせて、何が起きたのか正確に把握することに務めています。しかし、今朝、マンハッタン島の南端のその場所で、比較的破壊的な何かが起きたことは間違いありません。
繰り返します。これは、ワールドトレードセンターのタワーの1つの映像です。

その後、ニューヨーク支局と電話が繋がり、それが放送された。電話の相手は当時財務担当副社長であったシーン・ムルターで、彼は大型ジェット旅客機がワールドトレードセンターに衝突したと述べた。AA11便の衝突直後は、小型機による事故との見方もあった。事件発生の朝、当時のアメリカ大統領ジョージ・W・ブッシュはフロリダ州サラソータのエマ・E・ブッカー小学校を訪問していた。ホワイトハウスから大統領へのAA11便に関する最初の報告は、ブッシュ本人によると「小型の双発機による事故」という内容だった。

### UA175便の突入とタワーの崩壊
9時3分、AA11便同様にハイジャックされたUA175便がサウスタワーに突入した。AA11便の突入後、炎上するワールドトレードセンターを多くの人が撮影しており、UA175便の突入の瞬間を捉えたカメラは100台にものぼった。2機目の旅客機が突入したことで、アメリカが何者かの攻撃を受けているという認識が固まった。
2つのタワーは激しく炎上し続けた。9時15分の時点で現場で活動中の消防隊は30、出動命令が出た部隊は121に上った。
AA11便の突入から70分、UA175便の突入から50分が過ぎた9時59分、まずサウスタワーが崩壊した。そこから約30分後、AA11便の衝突から102分後となる10時28分、ノースタワーも崩落した。のちの調査によると、衝突による建物への衝撃に加え、旅客機が搭載していた大量のジェット燃料により大規模な火災が続いたことで構造上の強度が低下し崩壊に至ったと考えられている。

## 遺体捜索活動

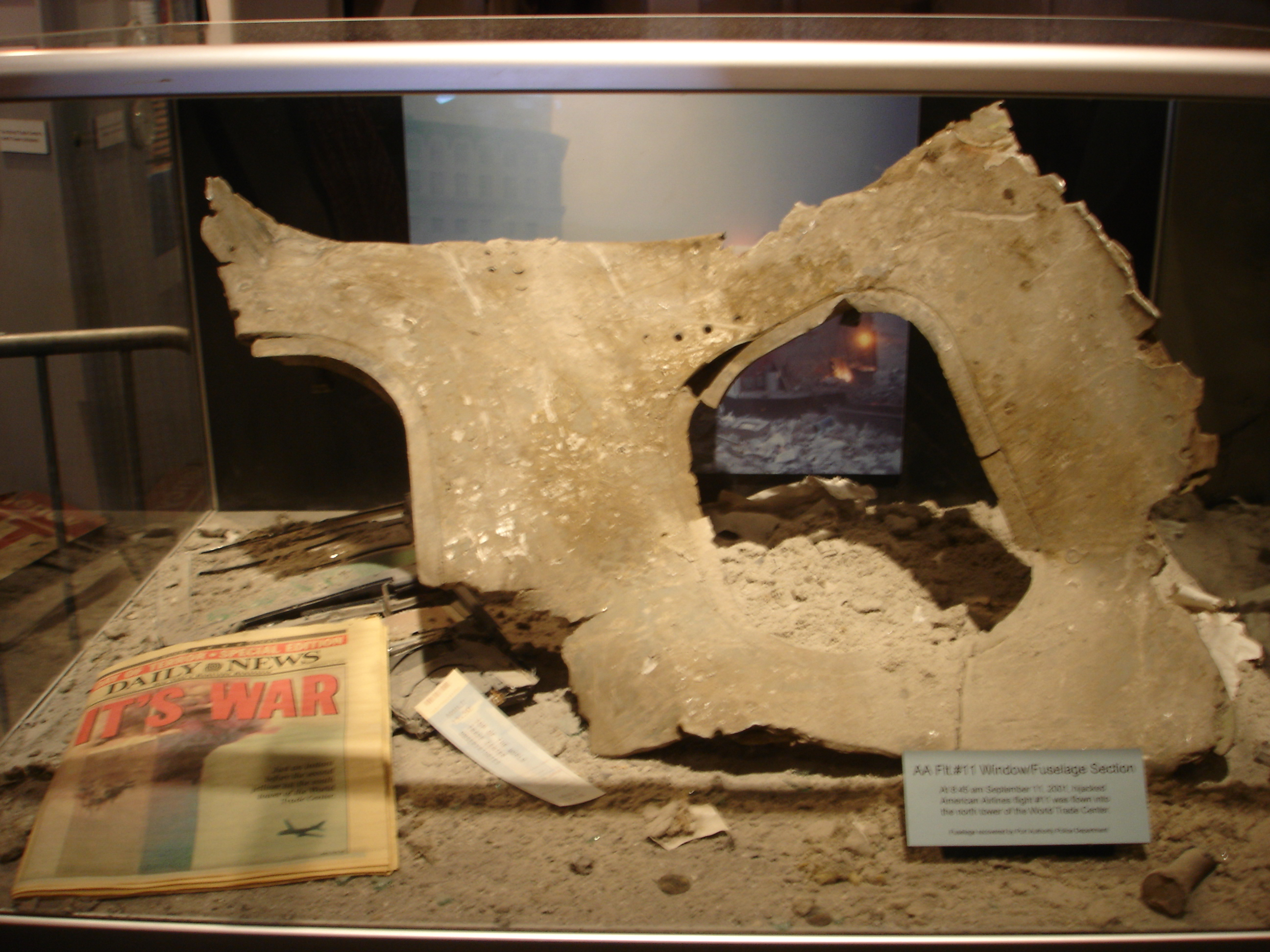
博物館で展示されているAA11便の残骸。

ワールドトレードセンターに集まっていたレスキュー隊は、崩壊当日から犠牲者の捜索活動を開始した。捜索の過程において、飛行機の座席と思われる残骸に拘束された状態の遺体が見つかったほか、両手が拘束された客室乗務員の遺体も発見された。これにより、ハイジャッカーがプラスチック手錠を使用した可能性があることが判明した。
収容された遺体については身元確認作業がすすめられ、AA11便の犠牲者のうち33人の身元が1年以内に特定された。2003年3月には、AA11便のハイジャック犯のうち2名の遺体が確認され、遺族感情に配慮してメモリアルパークの外へそれらの遺体が移された。
残りのハイジャッカーの遺体片は特定に至らず、身元不明の遺体とともにメモリアルパークに埋葬されている。
2005年2月23日、ニューヨーク市の検死官事務所は鑑定作業の終了を発表した。同事務所によると、この時点までに倒壊現場から19,916個の遺体片が回収された。歯形や指紋の照合やDNA鑑定によって身元確認が行われた。全犠牲者は2749人のうち鑑定終了までに遺体が確認できたのは1,588人にとどまり、科学技術が進歩した際に作業が再開できるよう、身元不明の遺体片9,720個は厳重に保管された。その後も、新たに身元が確認されたり遺体片が発見されたりしている。2006年には、遺族から提供されたDNAサンプルを利用して、AA11便のフライトパーサーを含む3名の犠牲者の身元が判明した。一方で新たな遺体片も発見されており、この時点で遺体が確認できた犠牲者は1,601人で、全20,808個の遺体片に対して身元が判明したのは10,957個であった。
翌年の4月にも、新たなDNA検査技術によってAA11便の犠牲者1名の遺体が特定された。

## 同時多発テロ

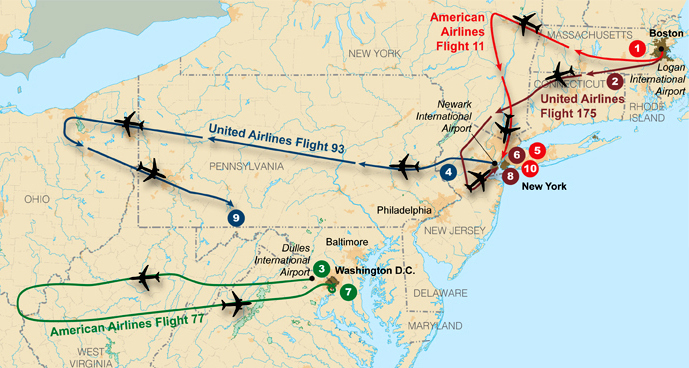
この日ハイジャックされた4機の飛行経路。赤がAA11便。

この日同じ頃、AA11便、UA175便の他にも2機の旅客機が次々とハイジャックされ、全てビルに衝突したか墜落した。一連のテロ攻撃はアメリカ同時多発テロ事件と呼ばれることとなる。
スカミのパスポートは、衝突後に瓦礫とともに地面に落下していた。ワールドトレードセンターの崩壊直前に通行人がこのパスポートを発見し、ニューヨーク市警察に届け出た。また、アタの受託手荷物は実際にはAA11便に搭載されなかったため、事件後に調査官に押収された。カバンの中には、オマリーのパスポートと国際運転免許証があったほか、折りたたみナイフと唐辛子スプレー、そしてボーイング757のフライトシミュレーターのビデオテープが入っていた。
事件から3日後、アメリカ連邦捜査局 (FBI) は、AA11便を含むハイジャック実行犯を容疑者19名の氏名を特定し発表した。容疑者の国籍は、サウジアラビアが15人、アラブ首長国連邦が2人、レバノンとエジプトが各1人であった。このうち7人がアメリカの民間飛行学校で飛行機の操縦を学び、小型機の操縦免許を取得していた。犯人たちは数年かけて事件の準備をしていたことから、事件を阻止できなかったFBIやアメリカ中央情報局 (CIA) に批判が集まった。
当初、FBIはアブドゥル・ラーマン・アル＝オマリーという名のサウジアラビア航空所属のパイロットを11便の操縦者であるとしていた。即座にその人物が生存している事が明らかになり、FBIは謝罪した。またすぐにハイジャック犯のうちアタが操縦者であったと特定した。その後FBIはハイジャック犯の一人としてアブドゥルアズィーズ・アル＝オマリーを挙げた。またこれとは別に、FBIによって発表されたものと同じ名前を持つ男性がサウジアラビアで生きていることが判り、デンバー大学に在籍した経験があり1995年にそこでパスポートを盗まれたとその男性は言った。名前、出自、生年月日、職業がFBIにより発表されたが、写真のみが彼のものではなかった。

## その後
2001年9月23日、BBCニュースはワリード・アルシェフリがモロッコ王国カサブランカで
「健在」であり、多数の報道機関に話をしていると報道したが、後にBBCニュースはその人物の身元に関する混同や一部の編集者による懸念を理由として「‥という名前の男性」(A man called ...)の一文を挿入することで9月23日の記事を修正した。BBCニュースは、9月23日の記事は2001年10月5日の記事で、ワリードはFBIによって同時多発テロの責任がある、ハイジャック犯と考えられる人物の一人として一覧に挙げられている、と発表したことで差し替えられたと考えている。後に別の会社の記事で、カサブランカに住むパイロットの名前はワリード・M・アルシェフリではなくワリード・アルシュリであることと、BBCが用いた情報源の「生きている」ハイジャック犯についての情報の大部分は誤っていることが説明された。
このテロ攻撃の後、AA11便は便名が変更され、同時刻に出発するロサンゼルス行きはアメリカン航空25便となった。
事件から約3か月後の12月13日、アルカイーダのリーダーであるウサーマ・ビン・ラーディンは、ビデオメッセージを公開した。彼はそのなかで、「衝突階とその上層部を破壊することを狙っていた、ワールドトレードセンターへの攻撃は予想以上の成果をあげた」と発言している。
事件から10年以上を経た2013年4月26日には、ワールドトレードセンター跡地の近くで、ボーイング767の主翼のフラップ構造の一部と降着装置の一部が発見されている。
AA11便とUA175便のブラックボックスは発見されていない。

### 追悼施設

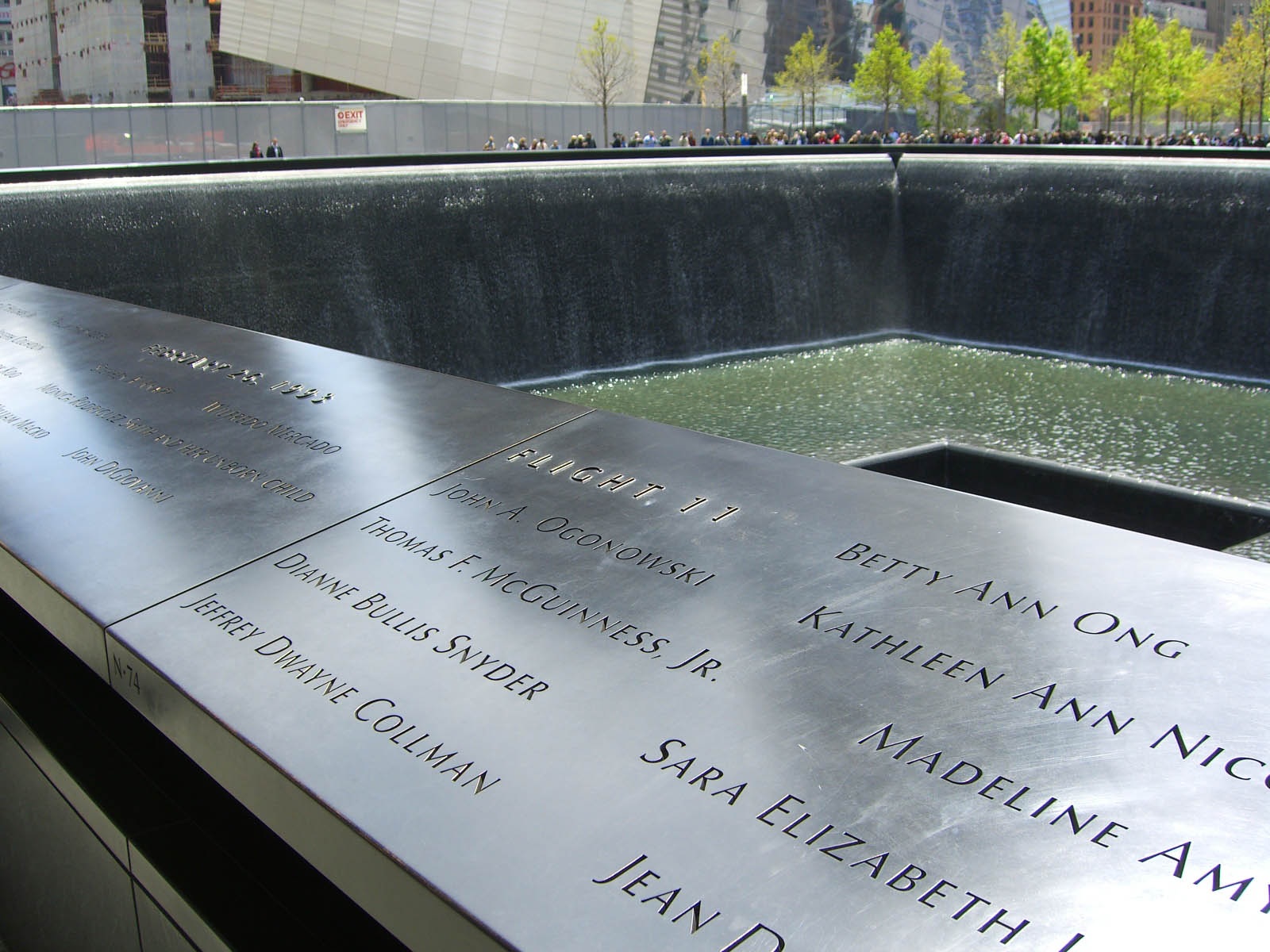
国立9.11記念博物館の北プール（North Pool）にあるN-74番のパネルには、AA11便の乗員の氏名が刻まれている。乗客の氏名も隣接するパネルや床に刻まれている。

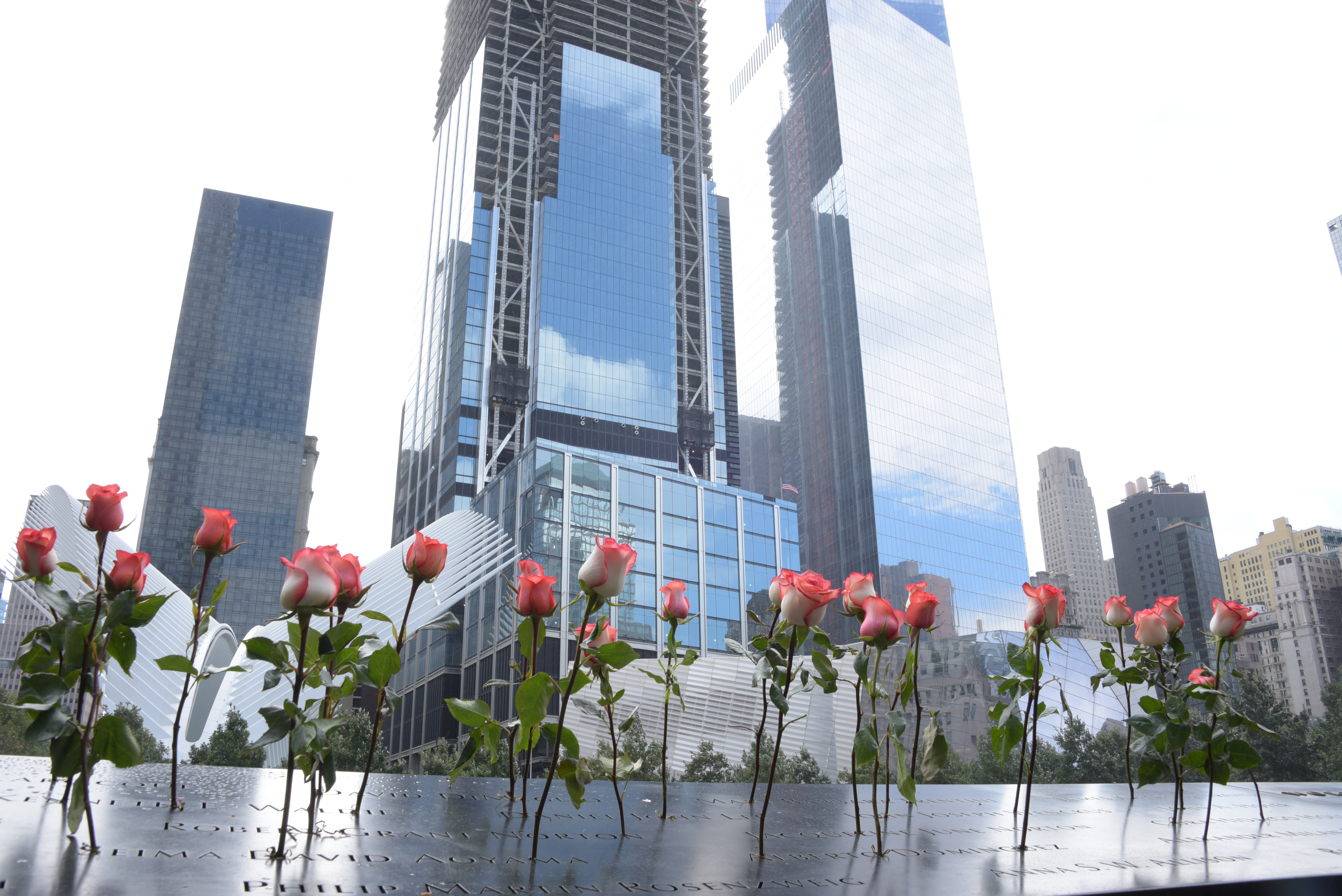
国立9.11記念博物館北プールにあるN-2番パネルは、日本人乗客の青山世磨（Seima David Aoyama）などのAA11便乗客の氏名を刻まれている。

AA11便を含む2001年9月11日に起きたアメリカ同時多発テロを後世に伝えるため、ワールドトレードセンターの跡地に国立9.11記念博物館が建設された。同施設はメモリアルパークと博物館で構成される。
メモリアルパークは、2011年9月11日に事件後10周年の式典が開かれ、その翌日から一般公開された。そして、2014年5月15日に博物館の開館式が執り行われた。
この施設には犠牲者の名前を刻んだパネルが設けられ、公園内の北プールのパネル番号N-1、N-2、そしてN-74からN-76番までにAA11便の犠牲者87人の名前が記されている。

## 搭乗者の国籍
注意： 5人のハイジャッカーは除く。
| 国籍                           | 乗客 | 乗員 | 合計 |
| ------------------------------ | ---- | ---- | ---- |
| アメリカ合衆国                 | 67   | 11   | 78   |
| コロンビア ・ アメリカ合衆国   | 2    | 0    | 2    |
| カナダ ・ アメリカ合衆国       | 1    | 0    | 1    |
| インド ・ アメリカ合衆国       | 1    | 0    | 1    |
| アイルランド ・ アメリカ合衆国 | 1    | 0    | 1    |
| イスラエル ・ アメリカ合衆国   | 1    | 0    | 1    |
| 日本 ・ アメリカ合衆国         | 1    | 0    | 1    |
| レバノン ・ イギリス           | 1    | 0    | 1    |
| ウルグアイ ・ オーストラリア   | 1    | 0    | 1    |
| 合計                           | 76   | 11   | 87   |